# Bjortjärnen
Bjortjärnen är en sjö i Mora kommun i Dalarna och ingår i Dalälvens huvudavrinningsområde. Sjön har en area på 0,0886 kvadratkilometer och ligger 450,2 meter över havet. Sjön avvattnas av vattendraget Bjorvasseln.

## Delavrinningsområde
Bjortjärnen ingår i det delavrinningsområde (676588-138414) som SMHI kallar för Ovan Gillerbäck. Medelhöjden är 451 meter över havet och ytan är 28,25 kvadratkilometer. Det finns inga avrinningsområden uppströms utan avrinningsområdet är högsta punkten. Bjorvasseln som avvattnar avrinningsområdet har biflödesordning 4, vilket innebär att vattnet flödar genom totalt 4 vattendrag innan det når havet efter 395 kilometer. Avrinningsområdet består mestadels av skog (63 procent) och sankmarker (28 procent). Avrinningsområdet har 0,99 kvadratkilometer vattenytor vilket ger det en sjöprocent på 3,5 procent.